# Camilo Mateus
Pour les articles homonymes, voir Mateus.
Mateus  Rueda est un nom espagnol. Le premier nom de famille, en général paternel, est Mateus ; le second, en général maternel, souvent omis, est Rueda.
Camilo Mateus Rueda, né le 26 octobre 1993 à Bogota, est un coureur cycliste colombien.

## Biographie
À l'automne 2017, Camilo Mateus participe au Tour du Venezuela avec l'équipe colombienne JB Ropa Deportiva. Il s'impose sur la cinquième étape, en devançant au sprint ses compagnons d'échappés,, et termine neuvième du classement général.

## Palmarès
- 2017
  - 5e étape du Tour du Venezuela